# Regno di Khotan
(Dal testo khotanese Il libro di Zambasta, XXIV, 1)
Il Regno di Khotan (in lingua khotanese: Hvatana  Kṣīra) fu un antico Stato buddista che si trovava lungo la Via della seta, sulla diramazione che costeggiava il confine meridionale del deserto di Taklamakan, nel bacino del Tarim. Attualmente l'area corrispondente all'antico Regno di Khotan si trova nella regione autonoma cinese dello Xinjiang.
La storia di questo regno inizia con alcune tribù di Saci (o Yuezhi), un popolo indoeuropeo, che, attestatesi almeno a partire dal VII secolo a.C. tra le oasi situate al confine meridionale del bacino del Tarim, a cavallo della nostra Era si costituirono in regno adottando la religione buddista. Schiacciato tra l'influenza politica e culturale dell'Impero Kushan ad Occidente e, soprattutto, dell'Impero cinese ad Oriente, il Regno di Khotan subì il dominio tibetano dalla fine dell'VIII secolo alla metà del IX, venendo conquistato agli inizi dell'XI secolo da una dinastia turca musulmana che ne cancellò definitivamente le tradizioni linguistiche, culturali e religiose.

## La capitale
La capitale del regno era l'antica città oggi conosciuta con il suo nome cinese 和田 (Hotan o Hétián), anche se, a partire dalla dinastia Han sino alla dinastia Tang, fu nota sempre in cinese con il nome di 于窴 (Yútián).
Il suo nome in lingua khotanese (o cotanese) era invece Hvatana (sanscrito Gaustaṃ o Gaustana, pracrito Kustana, tibetano Ḥu-then).
Khotan (Khotana) è il nome con cui viene normalmente indicata la capitale, e il suo regno, nelle opere di ricerca storica e proviene dalla lingua kharoṣṭhī.
Eretta in un'ampia oasi di 1.600 km², Khotan era ricca di colture di gelso che le consentivano di produrre ed esportare tessuti e tappeti in seta; gli altri prodotti principali della città erano le famose giade di nefrite e il vasellame.
I resti degli insediamenti antichi, sepolti da uno strato di sabbia che ha favorito la conservazione di un ricco patrimonio di pitture e affreschi, sculture in legno e terracotta e manoscritti in lingue diverse, sono stati riscoperti da Aurel Stein (1862-1943) nel 1902 e successivamente oggetto di imponenti campagne di scavo da parte di missioni inglesi, francesi, tedesche, russe e giapponesi.

## La cultura e la diffusione del Buddismo
Conosciamo la cultura khotanese solo grazie alle scoperte archeologiche realizzate agli inizi del XX secolo. Le spedizioni occidentali e giapponesi hanno portato alla luce numerosi documenti (databili tra il V e il X secolo) scritti nella lingua di Khotan, una lingua medio-iranica orientale  che appartiene quindi, insieme alle altre lingue iraniche (persiano antico, sogdiano, avestico, partico, etc.), al ceppo linguistico indo-iranico delle lingue indoeuropee. I documenti khotanesi utilizzano una scrittura indiana di tipo Brāhmī ma in una versione centroasiatica.
Un racconto tradizionale, riportato nel testo tibetano dell'VIII secolo (conservato nel Tanjur, ma di probabile origine khotanese) Li yul lung bstan pa (La profezia del paese di Li), indica che l'introduzione del buddismo a Kothan sia avvenuta intorno all'83 a.C., data verosimile perché è attestata la diffusione di questa religione nell'Asia centrale intorno al I secolo a.C..
Tra il I e il III secolo d.C. il regno divenne uno dei centri principali del buddismo grazie all'influenza Kuṣāṇa, diffondendo progressivamente il buddismo Mahāyāna. In tale affiliazione Khotan si differenziava dal Regno Kucha, un regno situato al confine opposto del deserto che fu invece legato per lungo tempo alla scuola buddista Sarvāstivāda.
Secondo il Fóguó jì (佛國記, T.D. 2085),  redatto dal pellegrino buddista cinese Fǎxiǎn (法賢, 340-418) che soggiornò a Kothan per tre mesi nel 401, la città possedeva quattordici monasteri buddisti principali e molti altri più piccoli. Questa testimonianza venne confermata da un altro importante pellegrino cinese, Xuánzàng (玄奘, 602-664), che vi soggiornò per sette mesi nel 644 sulla via del ritorno verso la Cina, riportando i suoi resoconti nel Dà táng xīyù jì (大唐西域記, T.D. 2087.51.867-947).
Gli scambi culturali avvenivano in molte lingue straniere, tra cui il cinese, il sanscrito, il pracrito, il tibetano oltre, ovviamente, lo stesso khotanese.
Khotan fu il primo luogo al di fuori della Cina dove fu praticata la bachicoltura. La storia, riportata nelle parti finali dello stesso Dà táng xīyù jì, ma anche in altre fonti (anche se con differenti versioni) nonché illustrata nelle pitture portate alla luce dagli archeologi, narra di una principessa cinese, di nome Lushi (da cui il monastero buddista denominato Lushi e visitato dallo stesso Xuánzàng), che portò le uova del baco da seta nell'acconciatura quando fu inviata in sposa al sovrano di Khotan. Ciò avvenne probabilmente nella prima metà del I secolo d.C..

### Missionari e traduttori khotanesi nel Canone buddista cinese
Diversi monaci buddisti khotanesi furono missionari in Cina dove operarono anche come traduttori dal sanscrito o dal khotanese al cinese. Tra questi:
- Gītamitra (cinese: 祇多蜜 Qíduōmì, giapp. Gitamitsu) che, nel IV secolo, tradusse 25 opere;
- Devaprajña (cinese:  提雲般若 Tíyúnbōrě, giapp. Daiunhannya) che, nel VII secolo, tradusse  6 opere;
- Śikṣānanda (cinese: 實叉難陀 Shíchānántuó, giapp. Jisshananda) che, nell'VIII secolo, tradusse 19 opere;
- Śīladharma (cinese: 尸羅達摩 Shīluódamó, giapp. Shiradatsuma) che, nell'VIII secolo, tradusse 2 opere.

## Storia
Il testo tibetano Li yul lung bstan pa fa risalire la fondazione della città di Khotan al momento in cui Kushtana, ritenuto il figlio dell'imperatore buddista indiano Ashoka, si stabilì nella regione agli inizi del 349 a.C. o più precisamente 234 anni dopo la morte del Buddha Shakyamuni.
È tuttavia probabile la presenza di insediamenti precedenti nell'area in quanto il popolo indoeuropeo dei Saci, conosciuto anche con il nome cinese Yuèzhī (月支, il popolo della Luna, meglio noto in seguito con il nome di una delle sue cinque tribù, i Kuṣāṇ) era attivo nel commercio delle famose giade di nefrite da questa regione verso la Cina già da alcuni secoli.
Le principali conoscenze del Regno di Khotan le dobbiamo tuttavia alle cronache cinesi.
Secondo il capitolo 96A dello Hànshū (漢書, Libro degli Han anteriori), che si occupa del periodo compreso tra il 125 a.C. e il 23 d.C., Yutian (o Khotan) contava 3.300 famiglie, 19.300 individui e 2.400 persone abili alle armi.
La città subì una rapida crescita quando la Cina aprì le Vie della seta all'Occidente, in quanto la popolazione risulta più che quadruplicata nel periodo degli Han posteriori. La voce su Khotan dello Hòuhànshū (后汉书, Libro degli Han posteriori) recita infatti:
"Il centro principale del regno di Yutian (Khotan) è la città di Xicheng (Città occidentale = Yotkan). Si trova a 5.300 li (2.204 km) dalla residenza del funzionario anziano [a Lukchun] e a 11.700 li (4.865 km) da Luoyang. Essa controlla 32.000 famiglie, 83.000 individui e più di 30.000 uomini abili alle armi.
Alla fine del periodo Janwu (25-56 d.C.) Xian, il potente e ricco sovrano di Suoju (Yarkand) attaccò Yutian (Khotan) e l'annesse al suo regno. Trasferì Yulin, il suo sovrano, facendone il re di Ligui.
Nel periodo Yongping (58-76 d.C.), durante il regno dell'imperatore Ming, il generale Xiumo Ba di Khotan si ribellò a Suoju (Yarkand) e si proclamò re di Yutian (nel 60 d.C.). Alla morte di Xiumo Ba prese il potere Guangde, il figlio del suo fratello maggiore, che in seguito (61 d.C.) sconfisse Suoju (Yarkand). Il suo regno divenne floridissimo dopo questi fatti. Da Jingjue (Niya) a nordovest fino a Shule (Kashgar), tredici regni si sottomisero a lui. Nello stesso tempo, anche il re di Shanshan (regione del Lop Nor, con capitale Charklik) aveva iniziato a prosperare. Da allora in poi, questi due  furono i soli regni principali sulla Via meridionale nell'intera regione, a est del Congling (il Pamir).
Nel sesto anno di Yongjian (131 d.C.), durante il regno dell'imperatore Shun, il re Fangqian di Yutian (Khotan) inviò uno dei suoi due figli presso il Palazzo imperiale per mettersi al servizio dell'Imperatore e offrire a questi il proprio omaggio.
Nel primo anno di Yuanja (151 d.C.) il funzionario capo Zhao Ping si trovava nello Yutian (Khotan) e vi morì di un ascesso. Il figlio di (Zhao) Ping si recò a portare il lutto. Lungo la strada passò attraverso il paese di Jumi (Keriya), il cui re Chengguo era da tempo in dissidio con Jian, il re di Yutian (Khotan). Egli disse al figlio di (Zhao) Ping: «Il re di Yutian (Khotan) ha ordinato a un dottore Occidentale (hu) di mettere un medicinale velenoso nella ferita; ciò ha causato la morte [di tuo padre]». Il figlio di (Zhao) Ping credette a tale storia e al suo ritorno nella regione di frontiera ne informò Ma Da, l'amministratore di Dunhuang.
L'anno seguente (152 d.C.) Wang Jing venne nominato funzionario capo al posto [del defunto Zhao Ping]. (Ma) Da ordinò a (Wang) Jing di compiere un'approfondita indagine segreta sulla vicenda. (Wang) Jing per prima cosa attraversò il paese di Jumi. Chengguo disse ancora: «Il popolo di Yutian (Khotan) vuole che io sia il suo re. Ora, tu devi uccidere Jian a causa del crimine che ha commesso. Yutian (Khotan) sarà certamente d'accordo».
(Wang) Jing era ansioso di acquisire meriti e gloria; inoltre credeva a quanto Chengguo gli aveva detto. Prima di raggiungere Yutian (Khotan) preparò ogni cosa per ricevere Jian e [quindi] lo invitò, mentre organizzava un piano sinistro. Qualcuno aveva avvertito Jian del complotto di Wang Jing. Egli non vi credette e disse: «Sono innocente. Perché mai il funzionario capo Wang (Jing) dovrebbe volermi uccidere?» La mattina seguente, con una scorta di diverse decine di ufficiali, Jian rese visita a (Wang) Jing. Quando furono seduti, Jian si alzò per servire il vino. (Wang) Jing ordinò quindi al suo seguito in tono minaccioso di afferrarlo, ma poiché nessuno tra gli ufficiali e i soldati voleva uccidere Jian, tutti gli ufficiali improvvisamente si diedero alla fuga.
A questo punto Qin Mu, il segretario di Chengguo, seguendo (Wang) Jing sguainò la spada e disse: «La questione principale è già stata decisa. Perché esitiamo ancora?» Subito si lanciò in avanti e decapitò Jian. Dopo di ciò il marchese-generale di Khotan, Shupo, e alcuni altri, si unirono di nuovo ai soldati e attaccarono (Wang) Jing; questi prese la testa di Jian, salì su una torre ed esclamò: «Il Figlio del Cielo ci ha ordinato di punire Jian.»
Il marchese-generale di Khotan, Shupo, diede quindi fuoco agli edifici dell'accampamento uccidendo gli ufficiali e i soldati; salì sulla torre, decapitò (Wang) Jing e ne appese la testa sulla piazza del mercato. Shupo intendeva proclamarsi re, ma il popolo di quel paese lo uccise e pose sul trono Anguo, il figlio di Jian.
Quando Ma Da venne informato di ciò che era accaduto, volle porsi alla guida delle truppe di diversi comandi e dirigersi oltre la frontiera per attaccare Yutian (Khotan), ma l'imperatore Huan (147-167 d.C.) non glielo consentì. Egli richiamò Ma Da e lo avvicendò con Song Liang come amministratore di Dunhuang. Quando (Song) Liang arrivò, fece appello al popolo di Yutian (Khotan) chiedendo loro di decapitare Shupo. A quel punto Shupo era già morto da oltre un mese, per cui essi inviarono a Dunhuang la testa di un cadavere senza spiegare ciò che era realmente accaduto. In seguito (Song) Liang venne informato dello stratagemma, ma non riuscì comunque a inviare le truppe. Incoraggiato da ciò, Yutian (Khotan) divenne arrogante.".
"Superando Yutian (Khotan) si passa attraverso Pishan (la moderna Pishan o Guma) e si raggiungono Xiye (Karghalik), Zihe (Shahidulla) e Dere.".
L'opera tibetana Li yul lung bstan pa afferma inoltre che un re di Khotan aiutò il famoso imperatore di Kushan Kanishka nella conquista dell'importante città di Saketa nell'India centrale. Se ciò risponde a verità, e se è corretta la datazione moderna dell'inizio dell'era di Kanishka (127 d.C.), tali avvenimenti dovevano svolgersi all'incirca in quell'epoca, subito prima che Bang Yong riaffermasse l'influenza cinese sulla regione.
Così il testo tibetano:
"Dopo di ciò il re Vijaya Krīti, per il quale una manifestazione dell'Ārya Mañjuśrī, l'arhat Spyi-pri che stava diffondendo la religione (dharma) nel Kam-śeṅ [un distretto di Khotan] si stava comportando da pio amico, grazie all'ispirazione della fede, costruì il vihāra di Sru-ño. In origine il re Kanika e il re di Gu-zan [Kucha] e il sovrano di Li [Khotan] Vijaya Krīti e altri guidarono un esercito in India, e quando presero la città chiamata So-ked [Saketa], il re Vijaya Krīti ottenne molte reliquie e le pose nello stūpa di Sru-ño.".

### La fine del Regno di Khotan
Dopo aver subito l'occupazione tibetana dal 790 alla metà del IX secolo, il regno passò sotto il controllo musulmano della dinastia turca islamizzata del Khanato kara-khanide o (qarakhanide) nella prima decade dell'XI secolo; Marco Polo lo visitò tra il 1271 e il 1275 e notò che gli abitanti erano "tutti seguaci di Maometto".
Nel suo Registro delle lingue dei Turchi (Dīwān lughāt al-Turk) l'erudito turco dell'XI secolo Maḥmūd al-Kāshgarī ha inserito un passo che descrive la conquista musulmana di Khotan:
Come i torrenti di un fiume
Abbiamo inondato le loro città
Abbiamo distrutto i loro monasteri
E defecato sulle statue del Buddha.

## Cronologia storica
- c. 84 a.C.: si ha notizia dell'introduzione del buddismo a Khotan.[19]
- c. 56: Xian, il potente e ricco sovrano di Yarkand, attacca Khotan e l'annette al suo regno. Ne trasferisce il sovrano Yulin facendolo re di Ligui e pone il proprio fratello minore Weishi sul trono di Khotan.
- 61: Khotan sconfigge Yarkand e assume una potenza rilevante dopo aver sottomesso 13 regni. Insieme a Shanshan diventa la principale potenza lungo il ramo meridionale della Via della seta.
- 78: Il generale cinese Ban Chao sottomette il regno.
- 105: Le "Regioni Occidentali" si ribellano e Khotan ritrova la propria indipendenza.
- 127: Si ha notizia che il re di Khotan Vijaya Krīti abbia aiutato l'imperatore di Kushan Kanishka nella conquista di Saketa, in India.
- 127: Il generale cinese Ban Yong attacca Karashahr e la sottomette; lo stesso accade quindi per diciassette regni, tra cui Kucha, Kashgar, Khotan e Yarkand, che vengono tutti sottoposti alla Cina.
- 129: Fangqian, re di Khotan, uccide Xing, re di Keriya e pone il proprio figlio sul trono di Keriya. Invia quindi un messo per rendere omaggio all'imperatore Han. L'imperatore perdona il crimine del re di Khotan ordinandogli di restituire il regno di Keriya. Fangqian rifiuta.
- 131: Fangqian, re di Khotan, invia uno dei suoi figli presso il Palazzo imperiale affinché si metta al servizio dell'Imperatore e gli renda omaggio.
- 132: Il re di Kashgar, Chenpan, inviato dai cinesi, attacca e sconfigge Khotan con un esercito di 20.000 uomini. Decapita diverse centinaia di persone e consente il saccheggio senza limiti ai suoi soldati. Sostituisce il re [di Keriya] ponendo al suo posto Chengguo, della famiglia di Xing [il precedente sovrano], prima di tornare a Kashgar.
- 175: Anguo, re di Khotan, attacca Keriya e la sconfigge duramente, uccidendo il re e molti altri.[15]
- 399 Il monaco pellegrino cinese Fǎxián visita il paese e riferisce che vi si trova un'attiva comunità buddista.[20]
- 632: Khotan rende omaggio alla Cina della quale diventa uno Stato vassallo.
- 644: Il monaco pellegrino cinese Xuánzàng compie un soggiorno di 7-8 mesi a Khotan, lasciando un resoconto dettagliato della regione.
- 670: Il Tibet invade Khotan (nota in questo periodo come una delle "quattro guarnigioni") e la conquista.
- c. 670-673: Khotan è governata dal ministro tibetano Mgar.
- 674: Il re Fudu Xiong (Vijaya Sangrāma IV), dopo aver combattuto i tibetani, si rifugia in Cina con la famiglia e i propri seguaci. Non faranno ritorno in patria.
- c. 680 - c. 692: 'Amacha Khemeg mantiene la reggenza di Khotan.
- 692: La Cina, sotto la guida di Wu Zetian, riconquista il regno al Tibet. Khotan è un protettorato cinese.
- 725: Yuchi Tiao (Vijaya Dharma III) viene decapitato dai cinesi per aver cospirato con i turchi. Yuchi Fushizhan (Vijaya Sambhava II) viene posto sul trono dai cinesi.
- 728: Yuchi Fushizhan (Vijaya Sambhava II) ottiene ufficialmente il titolo di "Re di Khotan" dall'imperatore cinese.
- 736: Fudu Da (Vijaya Vāhana il grande) succede a Yuchi Fushizhan e l'imperatore cinese conferisce un titolo a sua moglie.
- c. 740: Il re Yuchi Gui (Btsan-bzang Btsan-la Brtan) succede a Fudu Da (Vijaya Vāhana) e inizia la persecuzione dei buddisti. I monaci buddisti di Khotan fuggono in Tibet, dove ottengono asilo dalla moglie cinese del re Mes-ag-tshoms. Poco dopo la regina muore durante un'epidemia di vaiolo e i monaci devono rifugiarsi nuovamente a Gandhara.
- 740: L'imperatore cinese conferisce un titolo alla moglie di Yuchi Gui.
- 746: Viene completata la Profezia del Paese di Li, che in seguito verrà aggiunta al Tanjur tibetano.
- 756: Yuchi Sheng cede il potere al proprio fratello minore Shihu (Jabgu) Yao.
- 786-788: Yuchi Yao è ancora sovrano di Khotan quando il pellegrino buddista cinese Sun Wukong visita Khotan.[21]
- 969: Il re Nanzongchang invia una missione di omaggio in Cina.
- 971: Un religioso buddista (Jixiang) porta una lettera del re di Khotan all'imperatore cinese. Il re offre l'invio di un elefante danzante che ha catturato a Kashgar.
- 1006: Khotan è retta dal musulmano Yūsuf Qadr Khān, un fratello o cugino del signore musulmano di Kāshgar e Balāsāghūn.[22]
- Tra il 1271 e il 1275: Marco Polo visita Khotan.[23]

## I vicini
- Yarkand
- Kashgar
- Hanmo
- Karashahr — Una delle quattro guarnigioni
- Kucha — Una delle quattro guarnigioni
- Lop Nur
- Deserto di Taklamakan
- Bacino del Tarim
- Cina
- Tibet
- Xiongnu

### Per approfondimenti
- Hill, John E. (2003). "The Western Regions according to the Hou Hanshu. 2nd Edition." "Appendix A: The Introduction of Silk Cultivation to Khotan in the 1st Century CE." The Western Regions – Appendices